# Overkomst dringend gewenst
 Overkomst dringend gewenst is een verhalenbundel van de Belgische schrijver Marnix Gijsen. Het boek werd in 1978 uitgegeven door de Stichting Collectieve Propaganda van het Nederlandse Boek & de Vereniging ter Bevordering van het Vlaamse Boekwezen, ter gelegenheid van de Boekenweek 1978, die dat jaar als motto had: "Boek en communicatie". De 7 verhalen werden van tekeningen voorzien door Wout van Vliet. Toegevoegd zijn twee hoofdstukken over de auteur en de illustrator. Het eerste verhaal geeft de titel van de bundel.

## Inhoud en thematiek
Als verbindend thema van de 7 onderstaande verhalen dringt zich de verhouding tussen man en vrouw op, zowel binnen als buiten het huwelijk.  De ik-verteller is telkens weer een man, soms dezelfde, soms een andere.
Overkomst dringend gewenstHet verhaal begint met een probleem van alle tijden. Het verschil tussen de tomatenprijs op de veiling, 3 franc, en in de winkel bij de groenteboer Joostens, 28 franc. De middenstander heeft een vrouw en 4 kinderen te onderhouden en heeft derhalve inkomsten nodig. Op vakantie in Spanje ontvangt hij de oproep dat "overkomst dringend gewenst is". Dit gelet op de toestand van zijn schoonmoeder. Zijn Volkswagen  wordt buiten zijn schuld op weg naar huis geplet in een tunnel. Alleen de oudste dochter Isabella overleeft het noodlottig ongeluk.
Kerstnacht in MarbellaHet vrachtschip Don Pablo vergaat na een oponthoud in Cádiz voor de Portugese kust met man en muis. Twee dagen daarvoor hadden 24 plaatselijke "putas" de 12 bemanningsleden nog een onvergetelijke Kerstnacht bezorgd.
Boze geesten verdrijvenMarieke Plasmans is een erkend meisje van plezier en wordt op een kwade dag met een gebroken nek bloot op haar ledikant gevonden. Naast haar zit een stille, kleine Chinees, Tu-fo-ling. Pater Ambrosius wordt als tolk ontboden en kan niet anders dan de verdachte van alle schuld vrijspreken. Het hele verhaal schrijft de ik-verteller op om boze geesten te verdrijven. Schrijven is een vorm van exorcisme.
De E.B. en Clara-SerenaSchoonzus Sonia en broer Hendrik verschijnen ten tonele. Ook dit merkwaardige huwelijk produceert uiteindelijk nageslacht. Hendrik zijn zoektocht naar het perpetuum mobile was in de jaren ervoor al op niets uitgelopen.
Een gezonde geest in een gezond lichaamDe ik-verteller is door Clara als echtgenoot uitgekozen. Toen hij vlak voor de huwelijksdatum zijn lot wil ontvluchten, bezegelde een huilbui van Clara de verbintenis. De man vlucht in zijn werk en gaat vervolgens vlak voor het uitbreken van de laatste wereldoorlog voor zaken naar Amerika. Maar hij kan het niet over zijn hart verkrijgen zijn vrouw achter te laten en zij gaat hem per schip achterna. Daar aangekomen schrijft ze een brief aan barones von Z. met als strekking dat zij haar man met rust moet laten. Ook andere schone en elegante vrouwen krijgen de wacht aangezegd. De man rest niets anders dan in onthouding te leven, omdat Clara er ook nog eens als echtgenote de brui aangeeft. Hij  ontdekt de waarde van het Latijnse spreekwoord: mens sana in corpore sano. Het huwelijk eindigt in een scheiding en een alimentatieplicht, waarin Clara zich perfect thuis voelt.
Olga, de vrouw van PotifarIn dit verhaal speelt Olga, de barones von Z, uit het vorige verhaal de hoofdrol. Haar echtgenoot is een geslaagd bankier die graag kaart speelt met zijn vrienden. Volgens Olga heeft hij al 9 jaar niet met haar geslapen. De hoofdpersoon uit het vorige verhaal is inmiddels gescheiden van zijn Clara en dus beschikbaar. Maar Olga slaagt er niet in ook deze "Jozef" in haar wellustige netten te vangen. Hij is een mislukte gigolo.
Zevenenvijftig fracturenMotorcrosser Rafael Rosemael ligt met 57 fracturen als een mummie in het ziekenhuis. Hij is toevertrouwd aan de verpleegkundige zorgen van Vera Tervuren. Aan het eind van het verhaal trekt Vera witte handschoenen aan en zo weet deze maagd de fallus van Rafael plechtig omhoog te doen wijzen.